# 메리 펠톨라
메리 새틀러 펠톨라(Mary Sattler Peltola, 1973년 8월 31일 ~ )는 미국의 정치인이다.

## 학력
- 노던 콜로라도 대학교 초등교육학 학사

## 경력
- 1999.01 ~ 2003.01 제21·22대 알래스카주 제39선거구 하원의원
- 2003.01 ~ 2009.01 제23·24·25대 알래스카주 제38선거구 하원의원
- 2022.09 ~ 2025.01 제117·118대 미국 알래스카 광역구 연방하원의원

## 역대 선거 결과
| 선거명        | 직책명                         | 대수  | 정당   | 1차 득표율 | 1차 득표수 | 2차 득표율 | 2차 득표수 | 3차 득표율 | 3차 득표수 | 결과 | 당락                     |
| ------------- | ------------------------------ | ----- | ------ | ---------- | ---------- | ---------- | ---------- | ---------- | ---------- | ---- | ------------------------ |
| 1998년 선거   | 하원의원 (알래스카 제39선거구) | 21대  | 민주당 | 72.18%     | 3,287표    |            |            |            |            | 1위  | 알래스카 주의원 당선     |
| 2000년 선거   | 하원의원 (알래스카 제39선거구) | 22대  | 민주당 | 97.50%     | 4,321표    |            |            |            |            | 1위  | 알래스카 주의원 당선     |
| 2002년 선거   | 하원의원 (알래스카 제38선거구) | 23대  | 민주당 | 97.28%     | 3,326표    |            |            |            |            | 1위  | 알래스카 주의원 당선     |
| 2004년 선거   | 하원의원 (알래스카 제38선거구) | 24대  | 민주당 | 97.84%     | 3,935표    |            |            |            |            | 1위  | 알래스카 주의원 당선     |
| 2006년 선거   | 하원의원 (알래스카 제38선거구) | 25대  | 민주당 | 97.40%     | 3,553표    |            |            |            |            | 1위  | 알래스카 주의원 당선     |
| 2022년 재선거 | 하원의원 (알래스카 광역선거구) | 117대 | 민주당 | 40.19%     | 75,799표   | 51.48%     | 91,266표   |            |            | 1위  | 알래스카주 하원의원 당선 |
| 2022년 선거   | 하원의원 (알래스카 광역선거구) | 118대 | 민주당 | 48.66%     | 128,755표  | 49.22%     | 129,786표  | 54.96%     | 137,263표  | 1위  | 알래스카주 하원의원 당선 |
| 2024년 선거   | 하원의원 (알래스카 광역선거구) | 119대 | 민주당 | 46.42%     | 152,948표  | 47.01%     | 154,261표  | 48.78%     | 156,986표  | 2위  | 낙선                     |

## 참고 자료
- 메리 펠톨라 - X
- 메리 펠톨라 - 페이스북
- 메리 펠톨라 - 인스타그램